# Miklós Laczkovich
Miklós Laczkovich (21 de fevereiro de 1948) é um matemático húngaro.
Trabalha com análise real e teoria da medida geométrica. Seu resultado mais famoso é a solução do problema círculo-quadrado de Tarski em 1989.

## Carreira
Laczkovich graduou-se em matemática em 1971 na Universidade Eötvös Loránd, onde leciona desde então, dirigindo atualmente o Departamento de Análise. É também professor da University College London. É membro correspondente da Academia de Ciências da Hungria (1993, e membro desde 1998). Foi professor visitante no Reino Unido, Canadá, Itália e Estados Unidos.
Publicou mais de 100 artigos científicos e dois livros, um dos quais, Conjecture and Proof, é um sucesso internacional. Um de seus resultados é a solução do problema de Kemperman: se f é uma função real que satisfaz 2f(x)≤f(x+h)+f(x+2h) para todoh>0, então f é monotonicamente crescente.

## Honrarias
- Prêmio Ostrowski, 1993
- Membro da Academia de Ciências da Hungria (correspondente: 1993, completo: 1998)
- Prêmio Széchenyi, 1998

## Obras
- Conjecture and Proof, Mathematical Association of America, 2001